# Ochota na piran'ju
Ochota na piran'ju (Охота на пиранью) è un film del 2006 diretto da Andrej Kavun.

## Trama
L'agente delle forze speciali Kirill Mazur, insieme alla sua collega Ol'ga, deve recarsi nella taiga siberiana per eliminare il laboratorio di armi chimiche, che si trova in fondo al lago, dove le leggi della civiltà sono dimenticate.